# Umjetnost Bosne i Hercegovine
Umjetnost Bosne i Hercegovine podrazumijeva umjetničku produkciju naroda koji žive ili su živjeli na prostorima današnje Bosne i Hercegovine.

## Baština

### Prapovijest
Na prostorima današnje Hrvatske, te Bosne i Hercegovine, nižu se od davnina mnogi slojevi prapovijesnih kultura čije je formiranje i nestanak vezano uz migracije neidentificiranih etničkih skupina. Prastanovnici mediteranske skupine na obalnom području i panonske skupine na kontinentalnom području razvijaju neolitičke i eneolitičke danilske, hvarske, vučedolske kulture) koje se miješaju u Bosni (Kakanj, Butmir). Nastavljaju se kulture metalnog doba iz kojih izniče sloj Ilira, etničke grupacije s jasno definiranom kulturnom i umjetničkom fizionomijom. 
Na području Hrvatske materijalna ostavština paleolitika svodi se na jednostavne kamene i koštane predmete, ali paleolit u BiH je obilježen najstarijim spomenikom paleolitske umjetnosti na jugoistoku Europe - gravure u stijeni špilje Badanj kod Stoca. Npr. Konj napadnut strelicama, sačuvan fragmentarno, datira se oko 12000. prije Krista.
Pod utjecajem impresso keramike iz zapadnog Sredozemlja je i Hercegovina (Zelena pećina – Mostar, Čairi – Stolac, Lisičići – Konjic i Peć Mlini na izvoru Tihaljine), a stanovanje je u pećinama ili u naseljima na uzvišenjima. U gornjem porječju rijeke Bosne i sjeveroistočnoj Bosni (Obra I kod Kaknja - sojenička naselja na istaknutim brežuljcima) se miješaju utjecaji kulture s Jadrana i starčevačke kulture sa sjeveroistoka. Poseban izraz te kulture predstavljaju posuđe na četiri noge, tzv. ritoni koji su svojstveni i danilskoj kulturi u Hrvatskoj. Po ovim predmetima kakanjska kultura se uvrštava u širok krug neolitskog kompleksa koji je njegovao kult životne snage (od sjeverne Italije, Dalmacije i Epira do Egeje). 
Butmirsku kulturu pored Sarajeva odlikuje fina glačana keramika s raznovrsnim geometrijskim ukrasima (najčešće spiralama). Butmirske figure su unikatne skulpture oblikovane prostom rukom, glave su gotovo portretske s naglašenim dijelovima tijela. 
U cijeloj današnjoj Hrvatskoj i Bosni i Hercegovini, brončano razdoblje je zastupljeno brončanim fibulama koje zamjenjuju predmete poput igala i puceta. Na području Bosne karakteristična su naselja tipa gradine i nekropole s kamenim tumulima. U to vrijeme razrađen je poseban geometrijski stil urezanih ornamenata, koji posebno dolazi do izražaja na oružju, ukrasnim pločama, plosnatim ogrlicama i fibulama. 
Od 7. stoljeća prije Krista željezo preuzima primat, prepuštajući bronci domenu nakita i umjetnosti. Različita ilirska plemena pod utjecajem halštatskih kultura formiraju vlastite regionalne varijante. 
Japodska plemena imaju izuzetnu sklonost kićenju (teške, predimenzionirane ogrlice od žute, plave ili bijele staklene paste, masivne brončane fibule, brončani privjesci u obliku životinja i ljudi, spiralne narukvice, dijademi, kape i oglavlja od brončanog lima …). Karakteristična je i sitna plastika od jantara oblikovane u stilu arhajske jonske plastike. 
Početkom 4. stoljeća prije Krista dolazi do prvog prodora Kelta, oni donose tehniku lončarskog kola, nove tipove fibula, te različite brončane i željezne pojaseve. Oni se nisu zadržavali u svom pohodu na Grčku i njihov utjecaj je ograničen u Panoniji, Istri i Dalmaciji.
Na značajnu ulogu kulta mrtvih kod Ilira upućuje pažnja s kojom su vršeni sahranjivanje i posmrtni obredi kao i bogatstvo različitih priloga u grobovima. U sjevernim krajevima dugo se očuvala tradicija spaljivanja pored sahranjivanja u ravne grobove, dok se na jugu mrtvi sahranjuju u kamenim ili zemljanim tumulima (gromile), koji u Hercegovini dosežu monumentalne promjere (više od 50 m u promjeru i 5 m u visinu).

### Antika
U porječju Neretve, helenizirano ilirsko pleme Daorsa širilo je grčki utjecaj. Njihov glavni grad Daorson na Ošanićima kod Stoca predstavlja danas najznačajnije kulturno središte staroga vijeka u BiH. Tu se osobito ističe megalitski zid podignut krajem 4. st. pr. Kr., a sastavljen od velikih trapezastih blokova kamena. 
Razorili su ga Rimljani u 1. stoljeću prije Krista koji se tada učvršćuju u ovim krajevima.
 U Bosni i Hercegovini Rimljani su izgradili više manjih hramova dekoriranih reljefima. Kompleks stubastog svetišta u Gradcu pored Posušja iz 184. g. je imao mramorni hram posvećen nedavno preminulom caru Marku Aureliju. 
Na mnogim reljefima osjeti se naturalizam domaćih umjetnika, a na mozaicima helenistički utjecaj, posebice na onima pronađenim u vilama blizu Stoca (druga polovica 3. stoljeća).
Kasnorimska umjetnost u BiH je obilježena gradnjom vila. kršćanskih mauzoleja, bazilika i oratorija kao: Mauzolej u Šipovu blizu Jajca i Vila Mogorjelo blizu Čapljine (rano 4. stoljeće).
Skulpture koje smo nasijedili su: Helenistički reljef Minerve, Jupitera i genija zaštitnika iz Šipova (2. st.) i ekstremno barbarski stiliziran reljef Četiri prijatelja iz Zenice (kraj 4. stoljeća).

## Srednji vijek
U BiH je utjecaj Romanike stizao iz Hrvatske i nikada nije bio prihvaćen u potpunosti, samo su se koristili neki od elemenata. Npr. Toranj Sv. Luke u Jajcu (15. stoljeće) ili motivi sa stećaka. Ono malo spomenika s romaničkim elementima koji su sačuvani potječu iz kasnijih godina.
Od gotičkih spomenika, osim otvora i polukontrafora na dvorcu u Kraljevoj Sutjesci, očuvali su se mnogobrojni nadgrobni spomenici, poznatiji kao stećci. Oni su u dugom razdoblju od 13. do 16. stoljeća posjedovali i elemente Romanike (križ, arkade s polukružnim lukovima, sunce, polumjesec itd.) i Gotike (arkade sa šiljastim lukovima, vitezovi-konjanici, štit, mač, ljiljan itd.). Motivi sa stećaka vjerojatno nisu izvorni nego su preuzeti kao oblikovani predlošci iz udaljenih i stranih sredina.
Dana 26. lipnja 2015. godine u nekropoli u Kopošiću blizu Ilijaša kraj Sarajeva pronađen je kostur s brokatnim plaštom od teške svile protkane nitima zlata i srebra, za koji se pretpostavlja da je pripadao Mirku Radojeviću, ocu Velikog kneza bosanskog Batića, koji je bio knez bosanskog kralja Tvrtka I. Nađeni su i raskošni kneževski stećci od kojih su dva opljačkana još 1891.
Vrijedni ilumirani rukopisi bosanskog podrijetla nastaju u to vrijeme. Najkarakterističniji za našu kulturu viteške Europe je misal Hrvoja Vukčića-Hrvatinića, bosanskog vojvode i hercega splitskog. To djelo je Splitske izrade – raskošan rukopis s brojnim minijaturama.
U trenutku uvođenja renesanse, u BiH prodiru Turci koji su zaustavljeni 1493. na Krbavskom polju. Oni donose potpuno novi utjecaj istočnjačke umjetnosti u BiH.

## Otomanski period
U 15. i 16. stoljeću, cijela je Bosna i Hercegovina bila pod turskom vlašću koja je gotovo potpuno zatomila utjecaje renesanse i baroka (osim u bibliotekama u osamljenim franjevačkim samostanima u Visokom, Kreševu, Fojnici, Kraljevoj Sutjesci itd.), no zato je pogodovala razvoju islamske umjetnosti u tim krajevima. Točnije, sve od 15. do 19. stoljeća na prostoru BiH koegzistiraju tri umjetničke tradicije: renesansno-katolička, bizantsko-pravoslavna (prepisivanje i iluminiranje Evanđelja i rukopisa, kao i slikanje ikona) i najjača - islamsko-turska. 
Tursko osvajanje BiH pogodovalo je urbanom životu i u relativno kratkom vremenu, Osmanlije obogaćene Arapskim i Bizantskim iskustvima, sagradili su toliko da se može mjeriti samo s graditeljstvom u dalmatinskim gradovima od 12. do 16. stoljeća (npr. samo u Foči je u 16. stoljeću sagrađeno 17 džamija, 29 javnih česmi, 6 hamama (javna kupatila), 13 hanova (prenoćišta) i karavan-saraja). 
Sarajevo je primjer neplanskog otvorenog grada gdje su najvažnije građevine javnih funkcija, zanata i trgovina koncentrirane oko jedne nepravilne ulice – čaršije (perz. čahar-su = četiri strane, u Sarajevu znana kao Baščaršija iz 15. stoljeća s 50 vrsti zanata). 
Najpoznatiji primjer otomanske arhitekture u BiH je upravo u Sarajevu: Gazi Husrev-begova džamija, poznata kao Begova džamija. Zasnovana je na bizantskoj crkvi - centralna kvadratna unutrašnjost zasvođena je kupolom koja počiva na tamburu, a ispred ulaza je trijem s još pet manjih kupola, dvije srednje s obje strane i polukupolom straga, no islamski su munara i šedrvan (vodoskok) u dvorištu, kao i unutrašnjost koja je potpuno ispunjena bogatom zidnom ornamentikom i kaligrafijom.
Još jedan od vrhunaca islamske arhitekture je most majstora Hajrudina u Mostaru (Stari most), podignut 1567. Luk preko Neretve raspona 29 m, na najvišoj točki, visine 19,5 m, se lagano prelama stvarajući dojam da je još viši i krhkiji, kao gotičke građevine. 
Most je bio važan u islamskoj arhitekturi, ne samo što traži veliku inventivnost graditelja, nego zbog simboličnog značenja posrednika između neba i zemlje.
U islamskoj arhitekturi kamen je redovito namijenjen sakralnim, obrambenim i javnim građevinama, dok su se privatne kuće gradile od ćerpića ili drva. Česte kanatne konstrukcije gornjih katova omogućile su da se veliki dijelovi zida otvore velikim prozorima, otvarajući se u krajolik. Utjecaj ove arhitekture osjećat će se i duboko poslije sredine 17. st. kada počinje opadanje moći Osmanlija na ovim prostorima.

## Austro-ugarski period
Nakon austrougarske okupacije 1878. godine, u BiH stižu prvi umjetnici iz Monarhije koji pomalo oživljavaju umjetničku scenu u BiH. Intenzivna građevna djelatnost se izrazila u modernizaciji i strukturalnoj transformaciji bosanskohercegovačkih gradova. Arhitektura je obilježena eklektičnim neostilovima (klasicizam, renesansa, barok, pa čak romanika i gotika). Jedinstven neostil je orijentalna eklektika zasnovana na elementima islamsko-maurske arhitekture, koja je strana mjerilima i dimenzijama zatečenih gradskih ambijenata (Gradska vijećnica u Sarajevu, Gimnazija u Mostaru, Dom umirovljenika u Travniku itd.). 
Prvi domaći slikari upućuju se na europske akademije (Beč, München, Prag, Krakov, Budimpešta i Pariz) što im omogućuju stipendije srpskog društva Prosvjeta i hrvatskog društva Napredak. Svi ti đaci (Atanasije Popović, Lazar Drljača, Gabrijel Jurkić, Branko Radulović, Petar Šain, itd.) nose pečat tamošnjeg akademizma te koketiraju s impresionizmom i poentilizmom.
Skulptura je svedena na memorijalne portrete, većinom cara Franje Josipa I. od kojih su najbolji Roberta Frangeša Mihanovića (autor i simboličkih skulptura Prosvjeta i Snaga na ulazu Napretkovog doma u Sarajevu) i Sputani genije Rudolfa Valdeca na grobu S. S. Kranjčevića. 
Godine 1917., nakon velike Izložbe umjetnika iz Bosne i Hercegovine prevlast domaće umjetnosti je postala očigledna. Najmodernija opredjeljenja predstavljali su ekspresionizam i sezanizam.

## Kraljevina Jugoslavija
Nakon završetka I. svjetskog rata osniva se Društvo umjetnika SHS, te se organiziraju brojne izložbe i osnivaju likovne udruge kao npr. Blažujska slikarska kolonija Vladimira Becića. Učesnici te kolonije, Roman Petrović i Jovan Bijelić rano stižu do apstrakcije (oko 1920. godine) dok je Karlo Mijić, odan koloristički jakim figurativnim pejzažima, možda ponajbolji slikar dvadesetih i tridesetih godina u cijeloj Kraljevini Jugoslaviji. Kod njega se utjecaji secesije i impresionizma miješaju s njemačkim ekspresionizmom.
Početkom dvadesetih počinje kretanje prema neorealizmu i magijskom realizmu (Ismet Mujezinović, Petar Tiješić, Mica Todorović, Đoko Mazalić itd.), ali u novoosnovanoj državi BiH je svedena na trećerazrednu ulogu te se mnogi mladi umjetnici ne vraćaju sa studija iz Zagreba i Beograda, a mnogi vrijedni umjetnici napuštaju BiH.
Prvi znaci oživljavanja javljaju se s Grupom Četvorice i jakom strujom angažirane umjetnosti gdje se ističe Roman Petrović s ciklusom Djeca ulice. Mijić i Mazalić osnivaju grupu Krug s jasnom građanskom estetikom u cilju studija prirode.
Vojo Dimitrijević je naslikao Španiju '37., reprezentativno djelo kolorističkog ekspresionizma s utjecajima Picassa i Chagalla.
1939. osnovano je udruženje Collegiuma artisticuma, umjetničko udruženje koje je težilo sintezi umjetnosti u funkciji socijalističke ideologije KPJ.
Tridesetih godina nastupaju arhitekti povedeni idejama funkcionalizma, humane arhitekture i Bauhausa. Takva arhitektura objedinjuje funkciju, sadržaj i formu, te nemaju nepotrebnih plastičnih ukrasa, a oblikovanje čistih kubusa oživljeni su ritmom otvora i primjenom suvremenih konstrukcija (bivši Radnički dom u Mostaru Drage Iblera).

## SFRJ
Nakon svjetskog rata, još 1945. god. osniva se ULUBiH, Državna škola za slikarstvo i Umjetnička galerija u Sarajevu. Novi umjetnici traže izričaj kroz teme NOB-a, revolucije i izgradnje. Npr. Ismet Mujezinović i njegove ekspresionističke figuracije Bitke na Sutjesci, ili fantastične, skoro apstraktne grafike Branka Šotre.
Arhitektura je poslije rata bila pod direktnim utjecajem socijalističkog realizma, ali ni u jednom slučaju ne dostiže se monumentalnost izvornika.
Pedesetih godina, bojažljivo i sporo, započinje transformacija bosanskohercegovačke umjetnosti kroz plošnost, dekorativnost i geometričnost prema apstrakciji. 
U tome je prednjačio kipar Mirko Ostoja koji već 1958. koristi autogeno zavarivanje umjesto klasičnog modeliranja. I sama država pokazuje više razumijevanja za modernu umjetnost sponzorirajući najveće primjere apstraktnih spomenika kao što su oni posvećeni NOB-u na Sutjesci, Kozari, Makljenu (Boško Kućanski).
Mladi arhitekti, okupljeni oko prof. Jurja Neidhardta pokušavaju dokazati veze suvremene arhitekture u BiH s tradicijom i prirodnom okolinom.
Mnogi arhitekti 1960-ih godina potpuno napuštaju tradiciju i stvaraju velika djela svjetskog funkcionalizma: Telekomunikacije u Addis Abebi Ivana Štrausa i Halida Muhasilovića, ili kulturno-športski centar Skenderija u Sarajevu (Živorad Janković, H. Muhasilović i O. Malkin).
Sedamdesetih godina javlja se likovni izraz koji se oslanja na kulturu i tradiciju stare Bosne kao u grafikama Dževada Hoze. Nadalje, u slikarstvu nastaje moderan jezik znakova i simbola baziran na Islamskoj ornamentalnoj tradiciji kod slikara kao što su: Mehmed Zaimović, Seid Hasanefendić i Mersad Berber.
Nasuprot tome, ekspresionistička figuracija Ismara Mujezinovića počiva na postupcima filmske montaže i foto-optike, a Braco Dimitrijević bavi se konceptualnom umjetnošću, no većinom izvan BiH.
Arhitektonski regionalizam 1970-ih se očituje u zgradama kao što su robna kuća Razvitak u Mostaru (1970., A. Paljaga) ili Robna kuća u Jajcu (1976., R. Jadrić, Dž. Karić i N. Kurto). Dok se funkcionalizam još prepoznaje u višestruko nagrađivanom Kazalištu u Zenici (1977., J. Finci i Zlatko Ugljen), u hotelu Ruža u Mostaru (1979., Z. Ugljen) i u Sportskoj dvorani Gripe u Splitu (1980., Ž. Janković i S. Rozić).

## Poveznice
- Hrvati Bosne i Hercegovine
- Kultura Hrvata Bosne i Hercegovine
- Likovna umjetnost u Hrvatskoj

## Unutarnje poveznice
| - Mogorjelo - Stećak - Kraljeva Sutjeska | \| \| portal: likovna umjetnost \| - Hrvojev misal - Stari most - HKD Napredak |
| portal: likovna umjetnost                | portal: likovna umjetnost                                                      |